# Eitzte
Eitzte ist ein Ortsteil der Gemeinde Selsingen im niedersächsischen Landkreis Rotenburg (Wümme). 
Das Dorf liegt westlich der B 71 und südlich vom Kernbereich von Selsingen an der Oste, einem Nebenfluss der Elbe. Zu Eitzte gehört der Wohnplatz Eitzmühlen.

## Geschichte
Am 1. März 1974 wurde Eitzte als Teil der Gemeinde Lavenstedt in die Gemeinde Selsingen eingegliedert.